# ジェームズ・ドワイト
ジェームズ・ドワイト（James Dwight, 1852年7月14日 - 1917年7月13日）は、アメリカの男子テニス選手。フランス・パリ出身。1880年代の全米選手権で活躍し、男子ダブルス5勝を挙げた選手である。

## 来歴
ドワイトはリチャード・シアーズとのペアで全米選手権で男子ダブルス5勝を挙げた。シングルスでも1883年全米選手権でシアーズに敗れて準優勝している。
全米テニス協会の創始者の一人であり、初代会長を務めた。
1917年7月13日、マサチューセッツ州マタポイセットにて64歳で亡くなった。1955年に国際テニス殿堂入りを果たした。第1回の殿堂入りをした7人の選手のひとりである。

## 全米選手権の成績
- 男子ダブルス：5勝（1882年-1884年・1886年・1887年）

（男子シングルス準優勝1度：1883年）